# Turbicellepora camera
Turbicellepora camera är en mossdjursart som beskrevs av Hayward 1978. Turbicellepora camera ingår i släktet Turbicellepora och familjen Celleporidae. Inga underarter finns listade i Catalogue of Life.